# Franc Jožef Hanibal Hohenwart
Franc Jožef Hanibal grof Hohenwart, kranjski naravoslovec, * 24. maj 1771, Ljubljana, † 2. avgust 1844, Ljubljana.

## Življenjepis
Franc Jožef grof Hohenwart, tudi Hochenwart, se je rodil, kot drugi sin deželnega predsednika Kranjske Jurija Jakoba Hohenwarta, tako da je bil kot deček deležen solidnega pouka iz zgodovine in naravoslovja ter poljedelstva. V začetku leta 1782 je prišel v Firence k svojemu stricu, ki je pozneje postal dunajski nadškof Sigismund Anton Hohenwart, in tako postal sošolec takratnega nadvojvode in poznejšega cesarja Franca. Nato je odšel na Dunaj študirat Naravoslovje in rudarstvo.  
Po končanem študiju se je vrnil v Ljubljano in pričel delo v javni službi pri deželnem uradu Kranjske. Kasneje je opravljal različne državne službe. V Ljubljani se je vključil v intelektualni krog barona Žige Zoisa in ljubitelja umetnosti barona Erberga. Leta 1797 se je poročil z Erbergovo sestro Margareto baronico Erberg. Leta 1795 je bil imenovan za okrajnega komisarja v ljubljanskem guberniju. Leta 1803 je bol podkapitan Kopra. Leta 1804 je Franca grofa Hohenwarta aretiral francoski general Seres, poveljnik Trsta. Iz zapora je bil izpuščen po 14 dneh. 
Leta 1809 je postal okrožni kapitan v Novem mestu. Na tem položaju naj bi rešil mnogo ljudi iz Kočevja, Ribnice in Novega mesta.  Leta 1820 se je upokojil in se posvetil svoji stroki. V letih 1831 do 1836 je bil predsednik muzejskega kuratorija v Ljubljani in skupaj s kustosom Henrikom Freyerjem vodil poslovanje Kranjskega deželnega muzeja (predhodnika Narodnega muzeja, iz katerega izvirata današnja Narodni muzej Slovenije in Prirodoslovni muzej Slovenije) v Ljubljani. Muzeju je daroval bogate zbirke kapnikov, mineralov, rastlin in živali. Leta 1832 je izdal knjižico z opisom Postojnske jame. Po njem se imenuje prvi v kraškem podzemlju najdeni hrošč drobnovratnik (Leptodirus hochenwartii).
Hohenwartu je priznan prvi dokumentirani vzpon na Mangart, ki ga je izvedel leta 1794.